# Beverly (Ohio)
Beverly es una villa ubicada en el condado de Washington en el estado estadounidense de Ohio. En el Censo de 2010 tenía una población de 1313 habitantes y una densidad poblacional de 639,28 personas por km².

## Geografía
Beverly se encuentra ubicada en las coordenadas 39°33′00″N 81°38′9″O / 39.55000, -81.63583. Según la Oficina del Censo de los Estados Unidos, Beverly tiene una superficie total de 2.05 km², de la cual 1.77 km² corresponden a tierra firme y (14%) 0.29 km² es agua.

## Demografía
Según el censo de 2010, había 1313 personas residiendo en Beverly. La densidad de población era de 639,28 hab./km². De los 1313 habitantes, Beverly estaba compuesto por el 97.18% blancos, el 0.3% eran afroamericanos, el 0% eran amerindios, el 0.15% eran asiáticos, el 0% eran isleños del Pacífico, el 0% eran de otras razas y el 2.36% pertenecían a dos o más razas. Del total de la población el 0.46% eran hispanos o latinos de cualquier raza.